# Ralph Breyer
Ralph Breyer   (Chicago, 23 de febrer de 1904 - Long Beach, 8 de maig de 1991) va ser un nedador estatunidenc que va competir durant la dècada de 1920.
El 1924 va prendre part en els Jocs Olímpics de París, on va disputar dues proves del programa de natació. En els 4x200 metres lliures guanyà la medalla d'or, mentre en els 400 metres lliures quedà eliminat en sèries.
Durant la seva carrera esportiva també guanyà tres campionats d'estil lliure de la NCAA.